# Craig Defoy
Craig Defoy (Wales, 27 maart 1947) is een Welshe golfprofessional die actief was op de Europese Tour en de Europese Senior Tour.

## Loopbaan
In 1964 werd Defoy een golfprofessional. In 1971 maakte hij zijn debuut op de Europese Tour en bleef daar golfen tot in 1985. Defoy golfde ook op kleine golftoernooien die niet op de kalender stonden van de Europese Tour. Naast Europa, golfde hij ook in Zambia waar hij de eerste twee edities van het Zambia Open won, in 1972 en 1973.
Defoy golfde meermaals voor zijn land, Wales, op de World Cup of Golf.
In 1999 maakte Defoy zijn debuut op de Europese Senior Tour en bleef daar golfen tot in 2008. Hij behaalde geen successen.

## Prestaties

### Professional
- 1968: PGA Assistants' Championship (Groot-Brittannië)[3]
- 1970: Cock of the North (Zambia)[3]
- 1971: Mufulira Open[3]
- 1972: Zambia Open, Cock of the North, Mufulira Open[3]
- 1973: Zambia Open[3]
- 1975: Welsh Professional Championship[3]
- 1977: Welsh Professional Championship[3]
- 1981: Welsh Professional Championship[3]
- 1982: Welsh Professional Championship[3]

## Teams
Professional
- World Cup of Golf (Wales): 1971, 1973, 1974, 1975, 1976, 1977 & 1978